# Pinger (halieutique)
Pour les articles homonymes, voir Pinger.
Dans le domaine de la pêche, on appelle pinger ou répulsif acoustique, alarme acoustique, balise acoustique ou répulsif à cétacés (de l'anglais ping, une onomatopée) tout émetteur étanche d'impulsions sonores assez puissantes pour repousser les cétacés (Marsouins et dauphins principalement) hors des zones où ils risquent d'être pris dans un filet de pêche. Le pinger fonctionne grâce à une batterie ou pile (noyée dans la résine).

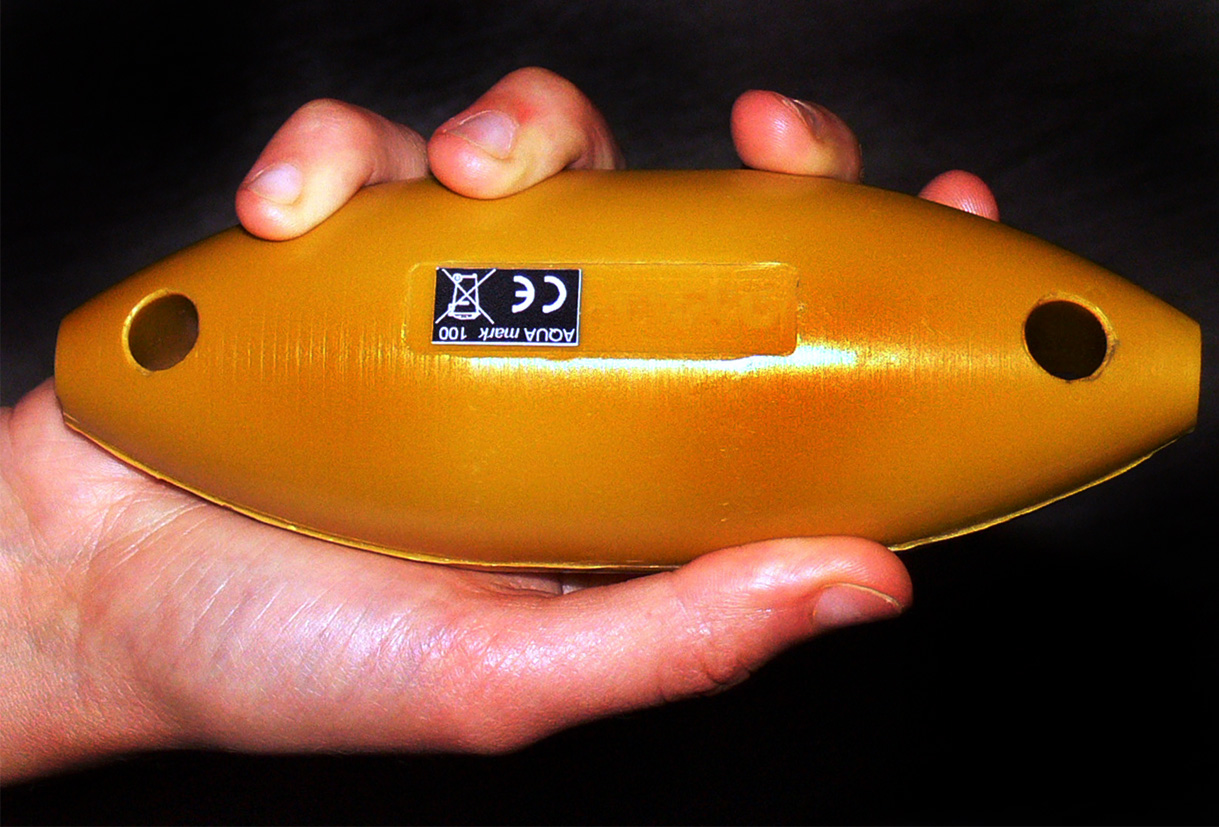
Exemple de pinger, destiné à éloigner les marsouins et dauphins des filets ou chaluts

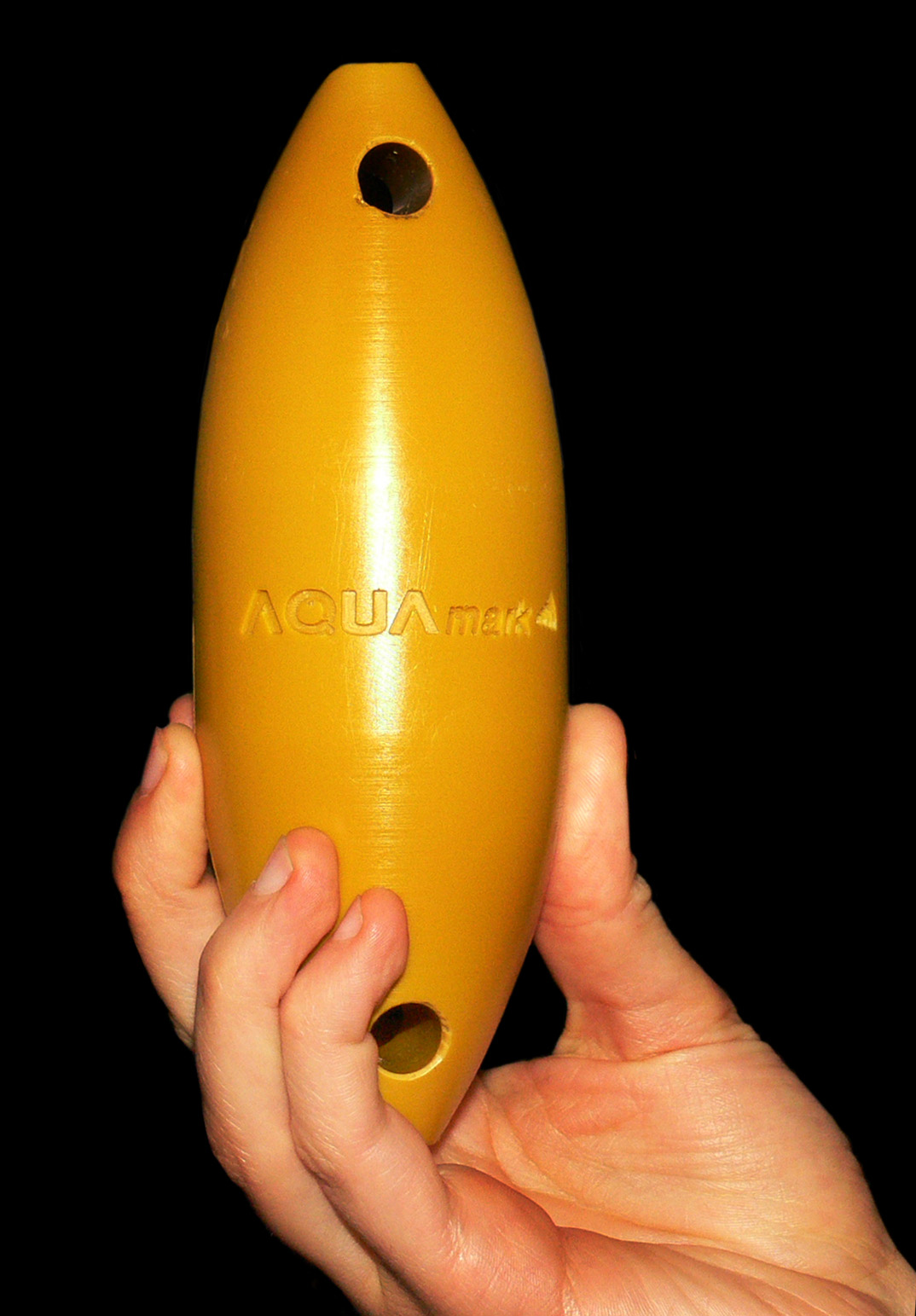
Exemple de pinger, destiné à éloigner les marsouins et dauphins des filets ou chaluts

Les pingers visent à limiter les prises accessoires de petits cétacés qui peuvent être accidentellement pris dans les engins de pêche (filets calés ou chaluts essentiellement), plus ou moins fréquemment selon les régions, les saisons et les modes de pêche. Ils peuvent signaler un filet dérivant ou empêcher un cétacé d'entrer dans un chalut ou venir se nourrir dans un filet calé.
Localement des cétacés auraient pris l'habitude de venir manger des poissons pris dans les filets. Une étude faite en Corse sur trois sites et 385 sorties (correspondant à la pose de 1 074 filets calés) a montré que 21,5 % des sorties avaient (sur ces sites et pour cette année 2003) été « attaquées » par des cétacés. Le pourcentage moyen de filets attaqués était de 11 % (variant de 6 à 16, selon les sites), et le pourcentage de sorties attaquées était d'environ 21 % (variant de 13 à 17, selon les sites)[pas clair].
Un groupe de scientifiques spécialistes des cétacés a estimé en 2002 que près de 60 000 petits et moyens cétacés appartenant à environ 80 espèces (essentiellement des marsouins et dauphins) mouraient chaque année étranglés et asphyxiés par des filets de pêche. 
Des pingers sont aussi testés contre les collision cétacé-navires. En 2024, leur efficacité n'est pas encore scientifiquement prouvée.

## État des lieux sur les captures
Aux États-Unis puis en Europe, les études ont montré que plus les filets étaient équipés de pingers, moindres étaient les prises accessoires (jusqu'à 12 fois moins avec 40 pingers sur un filet).

Leur utilisation est - pour certaines pêcheries - une obligation légale aux États-Unis et en Europe. Néanmoins le pourcentage des filets équipés de pingers dans le monde reste infime. Leur coût ne les met en particulier pas à la portée des pêcheurs des pays pauvres, et leur évaluation en matière de pollution sonore sous marine n'a pas été faite.
En France, une partie des pêcheurs concernés a pris du retard dans la pose de pingers. Certains ont en Bretagne 2007 demandé un moratoire de deux ans. En 2007-2008, des expérimentations et un protocole de suivi du nombre de cétacés involontairement pris dans les filets ou chaluts ont été lancées, de manière à en moins tuer. Des études doivent aider à mieux comprendre comment, quand et où se déplacent et vivent ces petits cétacés doivent être menées.
Selon le bilan français publié en 2008, une partie du suivi n'a pas été mené (cf. grèves, diminution des jours de pêche à la suite de modifications de quotas, ou pêche au chalut plutôt que pélagique en Manche), et des biais d'observation pourraient exister si le patron de pêche n'a pas le même comportement de pêche en présence d'un observateur. Il existe aussi des effets de « bordure de zones d'observation » . De plus, « il n'est pas rare  que certains professionnels refusent la présence de l'observateur dans certains cas sensibles » certains patrons pêcheurs ont refusé des observateurs, pour des raisons de sécurité (navires de moins de 8 m par exemple) ou en raison d'un « ressentiment important suite à l'interdiction du filet maillant dérivant en Atlantique et de la thonaille en Méditerranée ». On a estimé par extrapolation, à partir des observations incomplètes faites en 2007, appliquées à une pression de pêche évaluée pour 2006 que le chalut pélagique en bœuf peut en France capturer annuellement de 50 à 90 grands dauphins, de 10 à 20 globicéphales noirs, de 40 à 70 dauphins bleus et blancs, de 190 à 240 dauphins communs, lors de la pêche au bar le plus souvent. La pêche au thon toucherait moins de cétacés, mais un plus grand nombre d'espèces avec une estimation de 87 grands dauphins, 22 globicéphales noirs, 65 dauphins bleus et blanc, 22 dauphins communs).  Les fileyeurs de plus de 15 m auraient capturé de leur côté 86 dauphins (estimation 2006, l'effort de pêche étant comparable pour 2007 pour le segment observé, selon le rapport français). Ceux de moins de 15 m auraient capturés environ 500 marsouins (extrapolation pour 27 552 jours de mer par an). Les captures par des navires de moins de 8 m n'ont pas été évaluées, faute d'avoir pu recevoir aucun observateur en 2006 et 2007, pour des raisons de sécurité. Pour la pêche au bar, une expérience faite pour une dizaine de marées a conclu (s'il n'y a pas de biais d'observation) que les pingers semblent permettre de diviser par deux le nombre de prises (2 dauphins capturés par des filets équipés de pingers, pour 11, dans des conditions comparables par les filets non équipés). Par extrapolation, lors d'une saison de pêche, les chaluts pélagiques en bœuf pêchant le bar captureraient de 165 à 243 dauphins dans leurs chalut. Les filets calés semblent surtout toucher les marsouins : en zone VIII, environ 600 marsouins par an s'y noient, dont 100 capturés dans les filets de navires de plus de 15 m.
Les dauphins semblent ne pas se laisser piéger par ces filets (selon les observateurs de la zone VIII). La taille de la maille ne semble pas en cause, car les captures se font pour des pêches ciblant des espèces aussi différentes que la baudroie, le lieu jaune, la sole commune ou le rouget-barbet. Les marsouins semblent plus nombreux à mourir dans les filets en zone VIIIa qu’en zone VIIIb ou dans le secteur de Paimpol (zone VIIe) où les prises semblent rares. Des phoques gris sont également parfois capturés.
Face aux incertitudes, les parties de 'Accord sur la Conservation des Cétacés de la Mer Noire, de la Méditerranée et de la zone Atlantique adjacente avaient en 2005 vivement recommandé que « l’usage des pingers, autorisé et adéquat, soit uniquement mené dans le cadre d’études contrôlées, afin de s’assurer qu’il soit une mesure de réduction efficace des captures accidentelles; et de relier l’utilisation des pingers à un système d'observateurs afin de suivre leur efficacité dans le temps ».

## Fonctions des pingers

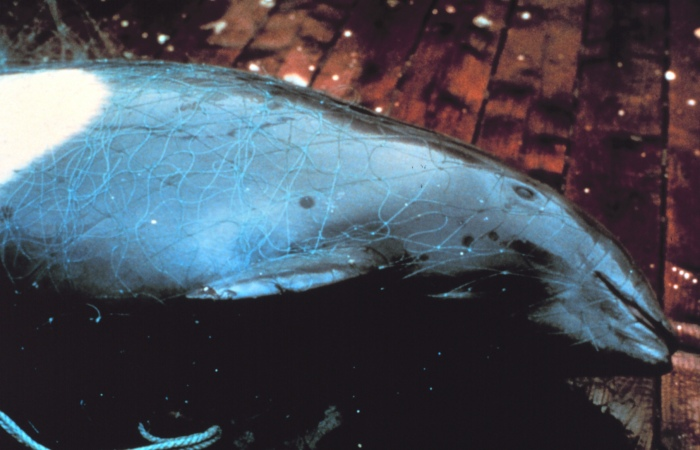
De nombreux petits cétacés (ici un marsouin de Dall) se prennent dans les filets et y sont blessés ou y meurent asphyxiés. Les pingers les en éloignent

Les impulsions sonores produites sont théoriquement insupportables pour les marsouins et la plupart des autres cétacés (Le niveau de bruit équivaudrait - à la source, pour le dauphin - à celui d'un avion à réaction au décollage).
Intérêt des pingers : Au début des années 2000 environ 150 petites baleines, marsouins et dauphins qui mouraient chaque jour, accidentellement piégés dans les filets selon Andy Read, soit trois fois la moyenne annuelle estimée des captures commerciales de baleines au XXe siècle (environ 21 470 par an), ce qui a suffi à faire disparaitre une espèce et à causer un grave déclin de presque toutes les autres espèces de baleines, qui peinent à reconstituer leurs populations malgré un moratoire mondial sur leur chasse en vigueur depuis 1986. 25 scientifiques venus de tous les continents rassemblés à un sommet mondial des experts en cétacés ont en janvier 2002 à Annapolis (Maryland, États-Unis) conclu que les prises accidentelles sont la seconde grande menace pour la survie des cétacés. Greenpeace estimait en 2005 que ce sont environ 300 000 petites baleines, dauphins et marsouins qui meurent étranglés ou asphyxiés dans les filets. 10 000 cétacés seraient annuellement tués dans les filets de pêche chaque année dans les seules zones de la Manche, Mer Celtique et golfe de Gascogne, soit pour certaines zones plus de 6 % de la population présente, ce qui ne permet plus leur viabilité à long terme.

Les marsouins seraient plutôt victimes de filets de fond, et les dauphins des filets dérivants. Les grands filets et grands chaluts tirés en bœuf (par 2 bateaux) capturent le plus de cétacés. Depuis les années 1970, les échouages de cétacés (cadavres échoué) sont les plus nombreux aux mois d'hiver qui coïncident avec l'activité des chaluts pélagiques.
Outre ceux qui meurent, beaucoup de cétacés sont blessés. Dans l'année et par navire, les captures accidentelles de dauphins et de marsouins (espèces protégées) ne paraissent pas considérables, mais elles sont néanmoins quand on les additionne jugées préoccupantes. En effet, ces mammifères, s'ils s’occupent beaucoup de leurs petits, ont une faible fécondité (grossesse de 10 à 11 mois, un seul petit et exceptionnellement deux, maturité sexuelle à trois ou quatre ans pour le marsouin). Tous les cétacés sont par ailleurs victimes d’une pollution diffuse de l’océan par les pesticides, dioxines, PCB, furanes, et métaux lourds, dont le mercure et méthylmercure bioaccumulés par la chaîne alimentaire. Et certains filets devenus très fins grâce aux progrès techniques ne sont plus facilement repérés par leur système d'écholocation.  De plus, il y a depuis les années 1980, une forte demande du public (anglosaxon notamment) et d'ONG environnementalistes de limitation des prises et mortalités dites « accessoires » de cétacés dans les filets, tant pour des raisons écologiques qu'éthiques.

En Europe, c'est la pêche au bar au chalut pélagique qui capturerait le plus de dauphins.
Au Royaume-Uni, un suivi sur plusieurs années des prises de cétacés par chalut pélagique en bœuf en Manche a démontré un taux des prises accessoires dépassant les seuils critiques pour ce chalutage. L'hiver 2003/2004, 169 dauphins communs ont ainsi été tués dans cette zone (pour un total estimé de 439 dauphins pris pour tout le Royaume-Uni cette année-là). La France assurant 5/6 de cette pêche, une extrapolation des taux de prises anglais donnerait un total d'environ 2 600 animaux tués en un an en France. Sur la base de ce monitoring, le gouvernement britannique a demandé en 2004 la fermeture de cette pêche (en mesures d'urgence de la Politique commune de la pêche). Cette demande a été refusée par l'UE). Un groupe de pêcheurs français a de son côté expérimenté un nouveau pinger adapté à ces chaluts.

En Mer du Nord, on estimait vers 2000-2005 que près de 3 % des marsouins étaient accidentellement capturés et dans les détroits de Scandinavie (Skagerrak et Cattégat). 4 % des marsouins étaient victimes de filets à la fin des années 1990 selon une estimation balte. Selon le biologiste Tommy Dybbro du WWF Danemark.

Or, selon les modèles mathématiques de dynamique des populations, étant donné le taux naturel de reproduction des marsouins leurs taux naturels de survie, au-delà de 1,7 % de prises accidentelles, une population de cétacés décline et est à terme en danger. Il en va de même pour les dauphins. 

Or ces espèces en tant que prédateurs situés au bout de la chaîne alimentaire jouent via les relations prédateur/proie un rôle fonctionnel écologique important en matière de sélection naturelle et donc pour l'état sanitaire des ressources halieutiques (en mangeant plutôt les poissons malades, parasités, difformes, etc.)
Les pingers semblent pouvoir répondre aux besoins urgent de protection de populations de cétacés très menacées qui se nourrissent sur des zones fortement pêchées. Par exemple dans le golfe de Californie (Mexique) vivent 33 espèces de cétacés, dont le grand dauphin mais aussi le rare vaquita (ou Marsouin du golfe de Californie, unique mammifère marin endémique au Mexique. Environ 500 vaquitas y survivaient encore en 2002. L'espèce est en danger critique d'extinction, or jusqu'à 15 % des individus de cette population relictuelle mouraient à cette époque chaque année asphyxiés dans des filets de pêche. Les pingers éloignent ces dauphins (si l'on aide les pêcheurs pauvres à s'en équiper).

## Description d'un pinger
Il s'agit généralement d'une capsule fuselée, parfois aplatie sur un côté, longue d'une quinzaine de centimètres, à la coque en matière plastique ou métallique, éventuellement couverte de téflon, qui émet toutes les quelques secondes (intervalle de 4 secondes par exemple), avec une puissance sonore de plus de 100 décibels (aux environs de 130 à 145 décibels) un « bip » de 200 à 300 millisecondes à une fréquence d'au moins 10 kHz (On parle d'ultrasons à partir de 20 kHz). 

Une batterie intégrée permet (aujourd'hui) jusqu'à 4 ans d'autonomie si le matériel est utilisé de manière saisonnière. (Cette autonomie chute à 8 mois pour les modèles les plus puissants s'ils sont utilisés en continu et est d'un à deux ans pour la plupart des modèles fréquemment utilisés). 

Ces pingers doivent être  accrochés aux chaluts des chalutiers pélagiques et aux filets des fileyeurs (tous les 200 à 250 m de filet selon la marque ou la puissance).

## Principe de fonctionnement
Contrairement à ce qu'on peut parfois lire ou entendre, les pingers n'émettent pas d'ultrasons, pas plus qu'ils n'imitent les cris de détresse ou d'alarme de l'espèce-cible (ces cris sont émis sur des fréquences bien moindres, et à des hauteurs (en dB) bien moindres également que les pings sonores des pingers. 

Les pingers émettent moins de 150 dB (re 1 P à 1 m) dans les moyennes à hautes fréquences (de 2,5 à 109 kHz) avec des harmoniques de fréquences bien plus élevées. Sous l'eau, les cétacés éprouvent une douleur (plus ou moins selon l'espèce, l'âge et l'état de santé) quand la fréquence dépasse 20 kHz et à une certaine intensité sonore, avec un effet « répulsif » pour des fréquences comprises entre 30 et 160 kHZ (avec un « optimum » vers 40 kHZ pour le marsouin commun, et vers 60 kHz pour le Grand dauphin et le Dauphin bleu et blanc.
Les pingers actuellement testés émettent aux environs de 30 kHz (pour un « bon » compromis entre consommation énergétique, efficacité et effets secondaires). La portée d'un pinger dépend de sa puissance (en décibels : 150 à 160 dB), en deçà du niveau réputé dangereux  de 180 dB). Pour limiter le risque d’accoutumance des animaux, les pingers émettent par impulsions dans une large bande et en modulations de fréquences (chirps). le temps entre chaque impulsion est généralement aléatoire pour diminuer le risque d'accoutumance de l'animal (3 à 10 secondes d'intervalle entre chaque signal), de même pour le type de signal (par exemple en faisant varier la fréquence du son de 30 à 150 kHz).

## Contexte réglementaire
Au niveau mondial, l'OMI (organisation maritime internationale) a appelé en 2008 à une meilleure protection des cétacés en adoptant un guide provisoire (produit par les États-Unis) visant à réduire le risque de collision des navires avec les cétacés (risque croissant avec les vedettes ou ferrys rapides) pour mieux protéger les cétacés dans leurs migrations, dans le cadre des conventions ACCOBAMS et  ASCOBANS notamment. Le comité a aussi proposé de travailler sur la réduction au minimum de la pollution sonore sous-marine induite par la navigation commerciale dans le milieu marin pour en réduire les effets négatifs sur la vie marine. Dans les années 2020, des « pingers » sont aussi proposés testés sous la coque de navire pour réduire le risque de collision avec des cétacés, ou en zone de chantiers sous-marins, ou sous des bouées en zones d'intense circulation maritime ...mais sans preuve d'efficacité encore (en 2024). Des pingers activés à distance ou automatiquement en zone à risque pourraient diminuer leur contribution à la pollution sonore sous-marine.
Aux États-Unis où le pinger est obligatoire pour certaines pêcheries (sur les parties supérieures et inférieures des filets le cas échéant), il semble avoir efficacement et immédiatement fait chuter les prises accidentelles, avec quelques exceptions (ex : en janvier 1999 puis en décembre 1999 et janvier 2000 où le nombre de dauphins pris dans des filets a à nouveau augmenté (pour la première fois depuis que le pinger est obligatoire aux États-Unis), pour des raisons mal comprises.
En Europe,  la Convention de Bonn (convention internationale sur les espèces migratrices) impose que les cétacés soient protégés dans leurs migrations. 
Les conventions établies sous l'égide de l'ONU (conventions ACCOBANS et ASCOBANS signée en 1991 par les pays riverains de la Mer du Nord et de la Baltique visent à ce que tous les pays protègent les cétacés contre les prises accidentelles, mais aussi contre la pollution sonore des océans. Sur toute la zone couverte par l'Accord.
Les pays engagés par la convention ASCOBANS sont la Belgique, le Danemark, la Finlande, la France, L'Allemagne, la Lituanie, les Pays-Bas, la Pologne, la Suède et le Royaume-Uni.
Au sommet européen de Cardiff (juin 1997), les chefs d'État et de gouvernement de l'UE-15 se sont engagés à diminuer les conséquences environnementales de quatre politiques sectorielles (énergie, transports, agriculture et pêche). Dans ce cadre, les pêcheurs doivent agir pour diminuer les captures accidentelles, en particulier d’espèces protégées (oiseaux, tortues, phoques, dauphins, marsouins) mais aussi de poissons non commerciaux.  Dans une résolution prise à Bristol en juillet 2000, les pays membres de la convention d'ASCOBABS s'engageaient à prendre des mesures pour limiter les prises accidentelles à 1,7 % des populations. Huit ans après à part au Danemark, et ailleurs via quelques expérimentations locales, la situation a peu évolué. 

Faute d'action volontaire, ces engagements se sont finalement traduits par un règlement européen adopté en mars 2001 par la Commission, dans le cadre du « Processus de Cardiff » (« Éléments d'une stratégie d'intégration des exigences de protection de l'environnement dans la politique commune de la pêche »).  Les états-membres de l'Union européenne devaient l'appliquer avant fin 2007, mais nombre d'entre eux ont pris du retard dans sa mise en œuvre.
Le Danemark qui accueille sur son domaine maritime la population de Marsouins la plus importante d’Europe actuellement), avec la mise en place d’un plan d'action gouvernemental visant à éviter les captures accidentelles de marsouins. Dans le même temps la convention Helcom (ou Convention d'Helsinki) contribue à lutter contre la pollution de la mer Baltique, dont par les munitions immergées. Après que des évaluations ont conclu qu’en Mer du Nord les morts accidentelles de marsouins ont pu atteindre dans les années 1990 environ 7000 individus par an, en août 2000, un décret a obligé (du 1er août au 31 octobre) les pêcheurs à la morue sur épaves d’équiper leurs filets maillant de fond de « pingers » (1 par 200 m de filet).
Alors que le bilan de l'accord ASCOBAN s'est avéré décevant pour la Mer du Nord en particulier pour les prises accessoires, l'Europe a en 2004 édicté un règlement imposant ; 
- Soit la pose de pingers (1 tous les 100 m de filet, ce qui est jugé excessif par certains pêcheurs).
- Soit - dans un premier temps - des études scientifiques (susceptibles de conclure que des solutions alternatives seraient possibles), et apportant des données sur l'écologie des cétacés en Europe mesurant – de manière crédible, c’est-à-dire scientifique - l’effet de la pêche sur les dauphins.

## Contexte scientifique
Les scientifiques et des organismes de type IFREMER manquent encore de données précises sur l'éthologie de certains cétacés (dont le marsouin) dans le milieu naturel, notamment concernant leurs migration et leurs déplacements verticaux, quotidiens et/ou saisonniers. Certains déplacements de populations (tendance à la descente vers le sud alors que nombre d'espèces de poissons remonteraient vers le nord) et leur adaptation aux changements des communautés et position de bancs de poissons à la suite de la surpêche et des changements globaux sont encore mal compris, mais sont nécessaires pour établir des méthodes de pêche épargnant les cétacés.
Les données scientifiquement utiles concernant le nombre, les lieux et conditions des prises involontaires de cétacés manquent aussi. Aucun pays ne publie de statistiques du nombre de prises accidentelles et si aux États-Unis le « Marine Mammal Protection Act » interdit la vente et toute utilisation de cétacés ainsi involontairement capturés, ce n'est pas le cas dans tous les pays. Un organisme (“Take Reduction Teams” ou TRT) est depuis peu aux États-Unis chargé du monitoring des prises accidentelles de cétacés par les pêcheries. Il étudie les variations spatiotemporelles de ces prises, de manière à réduire leur nombre grâce à des plans de réduction des risques de capture (Take Reduction Plans ou TRP) en comprenant mieux pourquoi et comment les cétacés sont pris dans les filets, ce qui nécessite une pleine coopération des pêcheurs et dans certains cas la présence d'observateurs à bord.
En Europe, un projet « NECESSITY » a inclus un volet cétacés visant à mieux comprendre comment ceux-ci se font accidentellement pendre dans les filets et quelles solutions alternatives développer pour les aider à échapper à ce danger, en évaluant donc aussi les conséquences des alternatives proposées (Ifremer y est en France associé) et diverses études sont en cours, utilisant ou non les pingers, dont en France (Mer d'Iroise en particulier), mais en 2008 on n'y dispose toujours pas de statistiques globales et fiables.
Les pingers sont aussi des sources de « bruit » sous-marin, or une controverse existe sur l'importance des effets de la croissance du niveau global de bruit sous-marin,.

## Types de pingers et efficacité
Les premiers pingers visaient à empêcher les petits cétacés de s’emmêler dans les filets. Des pingers plus récents visent aussi à réduire la déprédation (certains cétacés viennent manger les poissons pris dans les filets). Des AHD (Dispositif de harcèlement acoustique) plus puissants visent à éloigner les phoques de cages d'élevages en mer.

Le son émis par les pingers est émis de manière modulée, dans différentes fréquences pour que les animaux ne s'y habituent pas facilement. Par exemple l'AQUAmark 200 émet huit signaux composé d'un fondamental et de plusieurs harmoniques dans la bande 5-160 kHz.
Bien que d'une faible autonomie, les pingers initialement testés (dès les années 1990 dans le Golfe du Maine aux États-Unis se sont montrés très efficaces pour éloigner les marsouins des filets : Les prises accidentelles de marsouins étaient si élevées que les fonctionnaires fédéraux envisageaient de les inscrire sur la liste des espèces menacées d'extinction. Un plan a en 1999 associé 3 mesures (pingers, fermeture temporaire de pêche et observateurs à bord des bateaux de pêche). Il s'est traduit dès la première année, par une baisse spectaculaires de la mortalité (- 77 % !). Des résultats similaires ont été obtenus au large de la péninsule Olympique (à l'ouest de l'état américain de Washington) et d'autres espèces comme l'ont montré les expériences menées au large de la Californie ; Lors de ces expériences, les pêcheurs et observateurs ont noté une nette diminution des prises de dauphin commun et de lion de mer, ainsi que du dauphin Lissodelphis borealis, du Dauphin à flancs blancs du Pacifique (= Dauphin de Gill), du dauphin de Risso et marsouin de Dall, ainsi qu'au Canada dans la Baie de Fundy, comme plus à l'Ouest en Mer du Nord. Dans tous les cas, on observe une diminution d'au moins 90 % des prises accidentelles de marsouins.
L'Université de Loughborough (Royaume-Uni) a conçu le premier pinger destiné à éloigner les marsouins des filets en Baltique par l'émission automatique (mise en marche au contact de l’eau) de sons faisant fuir les marsouins. Testé dans le cadre d'une étude « FAIR » , il s’est avéré très efficace : aucun marsouin n'a été piégé dans les filets ainsi équipés,, même dans les filets calés. Le Ministère danois chargé de la pêche et de l'agriculture l'a rendu obligatoire pour certaines pêches et a demandé un complément d’étude pour un éventuel usage de cet outil dans d'autres pêcheries (dont au chalut pélagique). 
Les pêcheurs danois y seraient favorables car, outre que les pingers améliorent leur image au regard de l'environnement, ils diminuent les dommages aux filets et le temps perdu à en extraire les cétacés. Mais leur fédération se plaint du fait que les autres pays n’aient pas rendu de tels dispositifs obligatoires (ou ne fassent pas respecter le règlement européen).
Une évaluation datant du début des années 2000, en Sardaigne, puis une étude de l'Université de Corse concluaient à l'inefficacité des pingers pour le grand dauphin. Un programme Life « LINDA » a été préparé en 2002 et initié en novembre 2003. Plutôt que de financer la pose de pingers, en accord avec la Commission, il proposé des mesures d'information et concertation, tout en étudiant les interactions entre grands dauphins, le trafic des bateaux de plaisance et la pollution sonore, le résultat de la prédation du dauphin sur les filets de pêche, avec l'objectif d'une cohabitation harmonieuse entre pêcheurs et plaisanciers et cette espèce autour de la Corse.
Une réévaluation de l'efficacité des pingers a été faite en 2005 dans un contexte où l'on réfléchissait déjà à étendre l'obligation de les utiliser pour d'autres types de pêcheries.
Des phénomènes d'habituation des dauphins sont possibles ; des études n'ont pas observés d'effets en 2011, en Corse, chez les grands dauphins pour deux types de répulsifs acoustiques testés sur des filets (par rapport à des filets non équipés), ni en 2018 dans des pêcheries chypriotes,.

### Modèles de pingers
À titre d'exemple ;
- Aquamark fabriqué par Aquatec et vendu en France par Neotek-Ponse), de l'aquamark 100 pour les marsouins (Filet maillant) à l'aquamark 300 (filet maillant) en passant par le 200 (pour tous cétacés, contre la déprédation, et pour Filet maillant, dérivant ou tramail)
- Netmark, par Dukane, pour filet maillant et dérivant
- SaveWave ; modèles « Endurance » (Filet maillant et tramail) et « White Saver » et Black Saver (Filet maillant, tramail et chalut), tous trois prévus contre la déprédation avec 155 dB (re 1μPa at 1m) à la source
- Airmar (Filet maillant, contre les prises accidentelles)
- Fumunda (Filet dérivant, contre les prises accidentelles)
- STM (DDD ou Dispositif dissuasif pour dauphins, pour les Filets tramails, contre la déprédation, de 1 à 500 kHz
- Cetasaver[45], DDD[46],

.. plus ou moins puissant et autonomes, ils sont disponibles à différents prix (100 à 150 € selon les modèles, avec variations de prix liés aux taux de change).

### Tests
En France, Les comités locaux des pêches de Bayonne et de La Turballe, en lien avec le comité national des pêches ont en 2002 envisagé de les utiliser sur des chaluts pélagiques de la façade atlantique de la France (Gascogne) (pour diminuer ou éviter les captures de dauphins). Des tests ont été faits, avec un suivi de l’institut des milieux aquatiques de Bayonne et de Biarritz (IMA) « comme support technique et scientifique » et avec le GEFMA,  

En 2003, le CNRS de Marseille et des pêcheurs volontaires ont testé des pingers aquamark sur les filets de pêche au thon (tonailles) en Méditerranée. Les pingers s'y sont avérés efficaces (95 % de réussite dans ce cas, avec un nombre de poissons accru dans les filets) , avant qu'il ne soit aussi testé en Mer d'Iroise (expériences en cours).  

Ces démarches volontaires s'inscrivent dans le programme national PROCET (PROtection des CETacés) proposé par les professionnels de la pêche via le CNPMEM pour tester durant 18 mois 3 modèles de pingers, en complément du programme européen PETRACET (Pelagic TRAwls and CETaceans), encadré par le Subgroup on Fishery and Environment (SGFEN) et du Scientific, Technical and Economic Committee for Fisheries (STECF) et suivi en France par l’IFREMER et le CRMM de La Rochelle.
Des pêcheries au bar l'ont testé en Manche vers 2003-2004. En mars 2004, 78 chalutiers pélagiques étaient équipés sur le littoral Atlantique pour les quartiers maritimes de Bayonne, La Rochelle, Quiberon, La Turballe, Saint-Gilles et le port de la Cotinière de Saint-Pierre-d'Oléron, mais le financement des observateurs prévus à bord a tardé.

En 2007 et 2008, un modèle CETASAVER a été testé (avec des observateurs scientifiques à bord) sur chalut pélagique pêchant le bar. il s'agissait de vérifier et améliorer son efficacité pour éloigner les dauphins (moins sensibles aux pingers « classiques » que les marsouins). Ce nouveau pinger émettait des signaux impulsionnels et modulés dans une gamme de 30 à 150 kHz, et il a été conçu pour produire un faisceau conique de 15 à 75 degrés d'ouverture, qu'on peut donc sélectivement diriger vers l'entrée du chalut, permettant de diminuer le son perdu dans l'environnement marin. Avec 178 dB à la source (pinger), les dauphins sont exposés à 139 dB à l’entrée du chalut (type Le Drezen 151m dans le cas de l'expérimentation). Six dauphins ont été capturés dans cinq opérations (traits) de chalutage parmi 121 traits de chalut équipés d'un pinger CETASAVER, alors que ce sont 20 dauphins qui sont capturés dans 10 traits de chaluts sur 129 traits effectués sans pinger. Le pinger a permis dans ce cas une diminution des captures de l’ordre de 70 % du nombre de dauphins communs observés capturés cette année lors de l'expérimentation.

## Limites ou inconvénient
- Les milliers de pingers testés aux États-Unis et en Europe durant plus de 5 ans se sont montrés très efficaces pour les marsouins et un peu moins pour certains dauphins (ex : dauphin bleu et blanc et Grand dauphin aux États-Unis), dauphin commun à bec court en France), ce qui pourrait être dû au fait que (selon les données bibliographiques disponibles, établies par exemple dans le cadre d'études militaires sur les dauphins) le marsouin a des « limites de lésions auditives » et un « seuil de dérangement » et plus bas que celui de ces deux espèces de dauphins[51].

- Pas encore de solution idéale et multi-espèces.
On ne peut à ce jour déterminer une « zone de gêne sonore » qui serait à la fois efficace et sans danger pour toutes les espèces de mammifères marins à protéger des filets. Un pinger efficace pour tous les dauphins risquerait de rendre définitivement sourds les marsouins qui y seraient conjointement exposés. Une solution serait que le pinger n'émette un son suffisant pour faire fuir le dauphin qu'en présence réelle de dauphin (à la suite de la détection d'un clic[52] typique de l'espèce par exemple), mais ce type d'appareil n'existe pas encore, et dans certains cas, certains cétacés semblent pouvoir chasser silencieusement.
Le National Marine Fisheries Service[53] a estimé un niveau de gêne (Level B harassment) commun à tous les cétacés (toutes espèces confondues)  à 160 dB (réf. 1 μPa), mais en réalité la gêne diffère selon l’espèce (et peut-être selon l’âge de l’individu, la profondeur, etc) ; Des chercheurs[54] considèrent que  150 dB (réf. 1 μPa) sont nécessaires pour gêner un Grand dauphin là où 130 dB (réf. 1 μPa) suffisent pour le Marsouin.
Une perte temporaire d’audition (seuil TTS ou Temporary Threshold Shift) apparaît à des valeurs situées entre 165 et 200 dB (réf. 1 μPa), selon l’espèce [55]. Ce seuil dépend du niveau à l’émission, mais aussi de la durée et fréquence au moins de l’impulsion, et du temps d’exposition (et peut-être d’autres facteurs, dont l’état de santé de l’animal). 
Au-delà d’un certain seuil de souffrance, il y a perte temporaire d’audition (seuil TTS) : Pour le Grand dauphin ce TTS serait de 193 dB (réf. 1 μPa) à 75 kHz (Schlundt et al, 2000). Au-delà, il y a perte irréversible d’audition (dit seuil PTS, pour Permanent Threshold Shift), à des valeurs variant selon les espèces (estimées entre 180 et 220 dB (réf. 1 μPa) par Verboom, dans un rapport de l'OTAN non classifié). 
Le National Marine Fisheries Service a proposé un niveau dangereux pour les cétacés (Level A harassment) à 180 dB (réf. 1 μPa), toujours sans distinction d’espèces. Cette dernière valeur est par ailleurs celle retenue comme niveau pouvant altérer les capacités auditives des cétacés, lors des études d’impacts des signaux du sonar basse fréquence SURTASS sur les mammifères marins).
- La plupart des pingers sont non-rechargeables, mais un modèle au moins (CETASAVER, fabriqué pour les chaluts pélagiques) est rechargeables. Dans tous les cas, il faut les renouveler après 8 mois à 4 ans (selon le modèle et l'intensité de son usage). La question de leur fin de vie (écoconception, recyclabilité, devenir des composants, etc.) ne semble pas avoir fait l'objet de précisions de la part des fabricants qui dans certains pays sont tenus de récupérer ce type de produit, en fin de vie.
- Des pingers peuvent être perdus en mer. Jusqu'à 200 m de profondeur, voire plus, les substances polluantes de la pile noyée dans le bloc de résine sont supposés ne pas pouvoir contaminer l'environnement, avant d'être localement piégés par enfouissement dans les sédiments ou sous un encroutement calcaire. Un pinger qui tomberait dans les grands fonds pourrait par contre imploser sous l'effet de la pression et perdre son contenu.
- Contribution à la « pollution sonore sous-marine » ? (elle est mal estimée, surtout si cet outil se généralise, mais il y a consensus pour reconnaître que cette nouvelle pollution est en forte croissance et qu'elle pourrait perturber les cétacés[56]).
- Selon Ifremer, Lors des tests en France, les pêcheurs ont préféré positionner le pinger à faisceau conique (Cetasaver) sur l'arrière du chalut, pour diminuer les interférence avec le netsonde (alors qu'en Angleterre, le DDD est positionné sur les ailes du chalut). Il présente l'avantage de limiter l'étendue de sa pollution sonore.  Sa faible autonomie  (72 h en fonctionnement ininterrompu,  en 2008) est compensée par le fait qu'il soit rechargeable ; son poids plus important (4 kg) et taille plus grande que pour les autres pingers (40 cm) sont des inconvénients mineurs, compensés par le fait qu'un seul pinger suffit. Inconvénient : étant directionnel, il doit être parfaitement positionné. certains modèles ont un niveau sonore important (178 dB en moyenne, avec un max à 190 dB autour de 50 à 60 kHz pour le modèle 7).

## Avantages
- Amélioration de l'image environnementale de la pêche en mer ; Les mortalités de marsouins sont presque toutes évitées et celles de dauphins diminuent
- Les filets capturent plus de poissons (car les cétacés n'y viennent plus prélever directement leur part).
- Les filets sont moins endommagés et les pêcheurs, qui donc perdent moins de temps à les démêler, les réparer et à en retirer les cadavres qui y seraient « emmaillés ».
- L'utilisation de pinger est favorable à l'obtention d'un écocertificat de type MSC

## Incertitudes
Tommy Dybbro (WWF-Danemark) et d'autres s’interrogent sur les réactions à long terme des cétacés et notamment des marsouins, capables  d'intelligence et de grandes facultés d'adaptation ;
- Les cétacés ne risquent-ils pas à long terme d’être repoussés des meilleures zones de nourrissage ?
- Si l'usage des pingers n'est pas associé à des programmes efficaces de restauration et bonne gestion des « stocks » halieutiques, les cétacés  poussés par la faim ne risquent-ils pas de s’habituer aux pingers ou de - malgré la douleur - d'à nouveau tenter de se nourrir dans les filets ?
- Certains on craint un contre-effet (pingers attirant des cétacés vers le bruit associé à la présence de filet et donc de poissons, après une phase d'accoutumance ou d'apprentissage). Ceci ne semble pas s'être produit lors des premières expériences avec le marsouin, mais justifie un monitoring des prises accidentelles.
- Enfin, l'usage généralisé de pingers le long des littoraux et a priori sur les sites les plus riches en poissons exclura les cétacés (marsouins notamment[57]) de leurs principales aires d'alimentation alors qu'ils sont peut-être déjà très perturbés par la pollution sonore induite par les activités humaines côtières, halieutiques et induite par certains sonars, par le transport maritime, et la plaisance et les sports nautiques motorisée. Les cétacés seront alors soumis à une concurrence accrue pour leur alimentation. Cette situation de réduction de l'aire potentielle d'alimentation (qui peut aussi résulter d'effets du changement climatique et d'autres activités anthropiques, ou d'une diminution de la population) si elle se produit à grande échelle est reconnue comme étant un des indicateurs de l'imminence de l'extinction d'une espèce[58]
- Un pinger perdu en mer émettra jusqu'à épuisement de sa batterie, avec un résultat inconnu en matière de pollution sonore.

## Les pingers affectent-ils les poissons?
Selon les données scientifiques disponibles, pour les espèces de poissons étudiées, la plupart des espèces ne perçoivent pas les sons au-delà de 10 kHz (et les pingers émettent à plus de 30 kHz. 
Des tests n'ont montré de réaction du bar exposé au pinger CETASAVER en fonctionnement et les campagnes de pêches au thon (2006) ou au bar (2007) avec et sans pingers (et avec observateurs à bord) ont ramené la même quantité de poissons dans la même saison.

## En France
Le ministère français chargé de la Pêche fait état d'un « assouplissement » de la réglementation obtenu par l'État français en échange de la mise en œuvre « d'une période d'observation » prévue en complément ou première alternative au dispositif pinger.
Fin décembre 2019, la France impose les pingers pour tout chalut pélagique trainé par des navires de pêche de plus de 12 mètres, dans le golfe de Gascogne, du 1er janvier au 30 avril.
Fin mai 2020, pour préserver le dauphin commun dans le golfe de Gascogne, le Conseil international pour l'exploration de la mer (CIEM) recommande de combiner une fermeture des pêches préoccupantes lors des pics de mortalité (décembre-mars et juillet-août) tout en utilisation des pingers sur les chalutiers à paire hors de ces périodes de fermeture
En 2020, en aout, l'association Sea Shepherd « attaque l'État en justice » pour faire interdire l'usage des répulsifs acoustiques de type « pingers » « destinés à chasser les dauphins de leur zone de nourrissage et de leur habitat naturel (pour laisser le champ libre aux bateaux de pêche ». L'ONG conteste aussi le taux de 65 % de réduction de captures de cétacés, chiffre émanant d'une étude « dont le taux d'incertitude est de 95 % ».

## Mesures complémentaires, perspectives et innovations
- Un pinger ne se déclenchant qu'avec l'intensité adaptée à l'espèce présente, après avoir reconnu sa signature vocale (par ses clics d’écholocation par exemple) a été proposé comme solution améliorée (⇒ moindre consommation d’énergie, et moindre contribution à la pollution sonore sous-marine), mais différentes espèces émettent différentes vocalises et clics, ce qui demande un matériel plus complexe et implique a priori un pinger plus cher.
- Un projet associant des pingers classiques agencés avec des réflecteurs passifs a été proposé par Andy Smerdon[62] primé au Royaume-Uni, et promu par le WWF car permettant de protéger les cétacés à moindre coût, avec moins de pollution sonore et moindre besoin en piles). Les réflecteurs pourraient à eux seuls rendre les filets plus sûrs en les rendant plus écholocalisables par les cétacés, mais cet effet est renforcé par la présence de pingers qui éloignent outre les cétacés qui voudraient venir se nourrir des poissons pris dans le filet, ceux qui nagent en silence (sans utiliser leur système d'écholocation) en se fiant à leur seule vue (qui ne leur permet pas de détecter les fines mailles de nylon de certains filets lorsqu'ils nagent à grande vitesse ou dans une eau un peu turbide)[63].
- Les Danois ont aussi envisagé de rendre les filets plus réfléchissants, c'est-à-dire capables de mieux renvoyer vers son émetteur les clics d'écholocation (qu'au moins ils ne se prennent pas dans des filets vides).  Citation  : “ On est en train de tester des filets réfléchissants, facilement détectables par les marsouins, ce qui leur éviterait d'être capturés dans ces filets. Les résultats de l'expérience sont encore provisoires mais ils sont encourageants ” [64].
- Le WWF estime que des réflecteurs passifs peuvent remplacer une partie des flotteurs des filets. Un kilomètre de filet peut être équipé avec seulement 200 dollars US alertant mieux les cétacés s'ils utilisent leurs systèmes d'écholocation. De tels filets pourraient nécessiter un moindre nombre de pingers actifs pour une efficacité similaire à celle d'un filet entièrement équipé de pingers actifs (.. sous réserve de vérification in situ)[65].
- Dans l'avenir, le rechargement de batterie par induction magnétique pourrait peut-être résoudre le problème du rechargement de ces objets nécessairement étanches. Ce type de rechargement testé pour les téléphones portables ou des lampes[66] permet d'éviter les fils, pertes électriques et risques de courts-circuits